# Alfonso Enríquez (conde de Gijón y de Noreña)
Alfonso Enríquez de Castilla (Gijón, 1355-Marans, Bayona o Portugal, después de 1407), conde en Gijón y en Noreña y señor de varios lugares, fue el hijo primogénito, aunque natural y tenido antes de su matrimonio, del rey de Castilla Enrique II de Trastámara y de Elvira Íñiguez.
Poseyó amplios territorios en Asturias y León. De su padre, recibió en herencia todas sus posesiones en Asturias, entre las que destacan por su posición estratégica los condados de Noreña y Gijón, pero que también incluían Ribadesella, Villaviciosa, Nava y Laviana, entre otros, en el oriente de la provincia, y Cudillero, Luarca y Pravia en el occidente. En tierras leonesas, poseyó el señorío de Cabrera y Ribera, las dos Babias, así como la tierra de Argüellos, territorios ambos colindantes con Asturias y que le permitían una posición muy cómoda, al poder moverse entre Asturias y León sin salir de su territorio.

## Infancia y juventud
Durante los primeros años de su vida, Alfonso permaneció bajo la atenta vigilancia de su padre, que había colocado en puestos de responsabilidad a varios miembros de su familia para tratar de gobernar con cierta tranquilidad. Un año antes de llegar al trono de Castilla, su padre le donó el señorío de Noreña y, como señor de este lugar, Alfonso Enríquez confirmó un documento en noviembre de 1368. En la primavera de 1372, fue armado caballero por su padre estando en Santiago de Compostela y fue, posiblemente en esa fecha, cuando también recibió los títulos de conde de Noreña y de Gijón. Igualmente heredó de su padrino y ayo, el noble Rodrigo Álvarez de las Asturias, bienes en Asturias y otros lugares, como Paredes de Nava, Sahagún, Valencia de Don Juan y el señorío de Cabrera y Ribera en El Bierzo.
Hizo sus primeras armas durante la segunda Guerra Fernandina, sometiendo las plazas de Viana del Bollo y Cascais, antes de que el Tratado de Santarém, firmado el 19 de marzo de 1373 y ratificado en Burgos el 9 de abril siguiente, pusiese final a la contienda. Para sellar el tratado, se acordó el matrimonio del conde de Noreña con Isabel, hija bastarda del rey Fernando I de Portugal. Los esponsorios tuvieron lugar en abril de ese mismo año en Santarém. Alfonso Enríquez huyó a Aviñón para tratar de que el papa Gregorio XI interviniese y anulase el compromiso, pero tuvo que ceder ante la confiscación de todos sus bienes que ordenó Enrique II.
Alfonso se unió a las tropas castellanas para la guerra contra Navarra. Para afrontar los gastos derivados de la expedición, decretó un servicio extraordinario en los concejos de su propiedad, así como en algunos que no lo eran, lo que provocó una reacción inmediata, tanto de la Iglesia de Oviedo como de muchos de los miembros de la nobleza laica. Ante esto, tuvo que intervenir el mismo Enrique II prohibiendo a su hijo recaudar en los concejos que no le eran propios y devolver lo tomado indebidamente.
Estuvo unos nueve meses en la corte del rey Carlos II de Navarra, desde el 29 de marzo de 1376 hasta el 19 de diciembre de ese año, acompañado por dos caballeros, cuatro escuderos y dos mozos, invitados del rey navarro mientras estuviesen en su corte.

## El reinado de Juan I
En mayo de 1379 falleció Enrique II de Trastámara y le sucedió en el trono de Castilla su primogénito, que reinaría como Juan I de Castilla. Los problemas internos surgirían enseguida. Al comienzo de su reinado, Enrique II había creado un círculo de parientes adeptos (al menos en teoría) a la Corona para reforzar su posición. Pero a lo largo de los años, había aparecido una nueva clase de nobleza funcionaria, que pronto iba a empezar a desplazar a los parientes del rey en el ejercicio de los puestos de responsabilidad, y que sería el principal apoyo de los nuevos Trastámara.

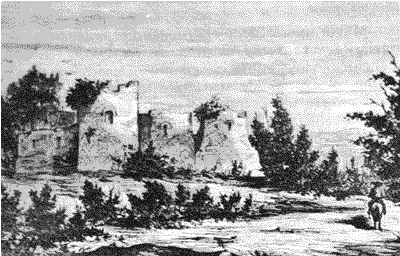
Castillo de Noreña en grabado del

Esta situación no agradó lo más mínimo a la alta nobleza, y Alfonso Enríquez, como parte de ella, enseguida comenzó a demostrarlo. Ya en las cortes de Burgos del año 1379 obtiene las rentas del alfolí de Avilés, y el 12 de diciembre de ese mismo año, la anulación de su matrimonio por sentencia del obispo de Oviedo Gutierre de Toledo, aunque no surtió efecto, dado que al final se consumó el matrimonio. En 1380, Juan I dictó una serie de normas destinadas a evitar el atropello de la nobleza sobre los señoríos y encomiendas a su cargo; entre los damnificados estaba el conde Alfonso, que se ve obligado a devolver tierras arrebatadas indebidamente a los monasterios de Cornellana, los señoríos de la catedral de Oviedo y Sahagún.
En la primavera de 1381, el rey castellano estaba preparando la guerra con Portugal y su medio hermano, Alfonso Enríquez, sabiendo que toda la «gente de guerra»  de Asturias se encontraba fuera de la región, ofreció a Inglaterra, aliado de Portugal, el puerto de la ciudad de Gijón. Su hermano Juan I lo encarceló en Gijón cuando tuvo conocimiento de estos planes, pero otra vez, gracias a la intercesión del obispo de Oviedo, recuperó sus territorios en Asturias y León, incluyendo el condado de Noreña, después de haber hecho juramento, pleito y homenaje a su hermano el rey en la Catedral de Oviedo.
Sin embargo, el conde de Noreña persistió en su planes y preparó una nueva sublevación. Su hermano el rey le encomendó una misión para unas negociaciones con Portugal y, a principios de 1382, Alfonso Enríquez, con el permiso de su hermano, fue a Braganza pero, en vez de defender la causa de Castilla, ocultó sus intenciones e intentó obtener el apoyo de Inglaterra a Portugal para sus propias reivindicaciones. Estando en Zamora, el 23 de junio de 1382, el monarca castellano confiscó todos los bienes del conde de Noreña en Asturias y en las montañas de León.
En 1383 Juan I descubrió nuevos tratados del conde de Noreña con el rey de Portugal y se vio obligado a acudir a Asturias con urgencia. No obstante, el rey actuó con prontitud y rindió toda la región, a excepción de Gijón, donde se refugió el rebelde, que acabaría acogiéndose nuevamente al perdón de su hermano el 18 de julio de 1383 después de haber sido hecho prisionero en La Puebla de Montalban bajo la custodia del arzobispo de Toledo Pedro Tenorio. El conde Alfonso prestó pleito-homenaje a su hermano el rey, prometió servirle, entregar a su hija Beatriz como rehén y entregar el alcázar y villa de Gijón el 20 de ese mes.
En septiembre del mismo año, después de celebrarse las cortes de Segovia, el rey donó todos los bienes del conde en Asturias al obispo de Oviedo, Gutierre de Toledo, incluyendo el condado de Noreña, aunque para compensarle, el rey le concedió a cambio el título de conde de Valencia de don Juan en tierras mucho más accesibles y controlables. Además, concedió a su hijo Enrique el título de Príncipe de Asturias, con todos sus señoríos; de esta forma, se vinculan a la corona una serie de territorios de difícil acceso que constituían un entorno ideal para conspiraciones y rebeliones, dado su aislamiento y orografía.
Poco después, y a raíz de la muerte de Fernando I de Portugal en octubre de 1383, Juan I decidió encarcelar a Alfonso en el castillo de Almonacid, ya que, al estar casado con una hija del difunto rey lusitano, era su rival y podía mermar sus derechos, como esposo de Beatriz de Portugal, al trono de Portugal. En julio de 1386, fueron confiscados todos sus bienes. Su encarcelamiento se prolongó durante ocho años y, solo a la muerte del rey, en 1390, pudo Alfonso Enríquez recuperar su libertad y posesiones.

## El reinado de Enrique III
Tras el fallecimiento de Juan I, y aprovechando la inestabilidad de la situación, Alfonso logró que se le devolvieran sus posesiones. Junto con otros miembros de la alta nobleza, trató de entrar en el Consejo de Regencia que gobernó durante la minoría de edad de Enrique III. Los enfrentamientos entre la alta nobleza creada por Enrique II y la nobleza funcionaria continuaron, imponiéndose finalmente esta última.
Ante esta situación, el conde Alfonso, junto con Pedro Enríquez de Castilla, conde de Trastámara, su hermano Fadrique, duque de Benavente, y la reina Leonor de Navarra, comenzaron a trazar nuevos planes para hacerse con el poder desde su fortaleza de Lillo, pero la unión se rompió pronto y Alfonso se vio nuevamente solo frente al rey.

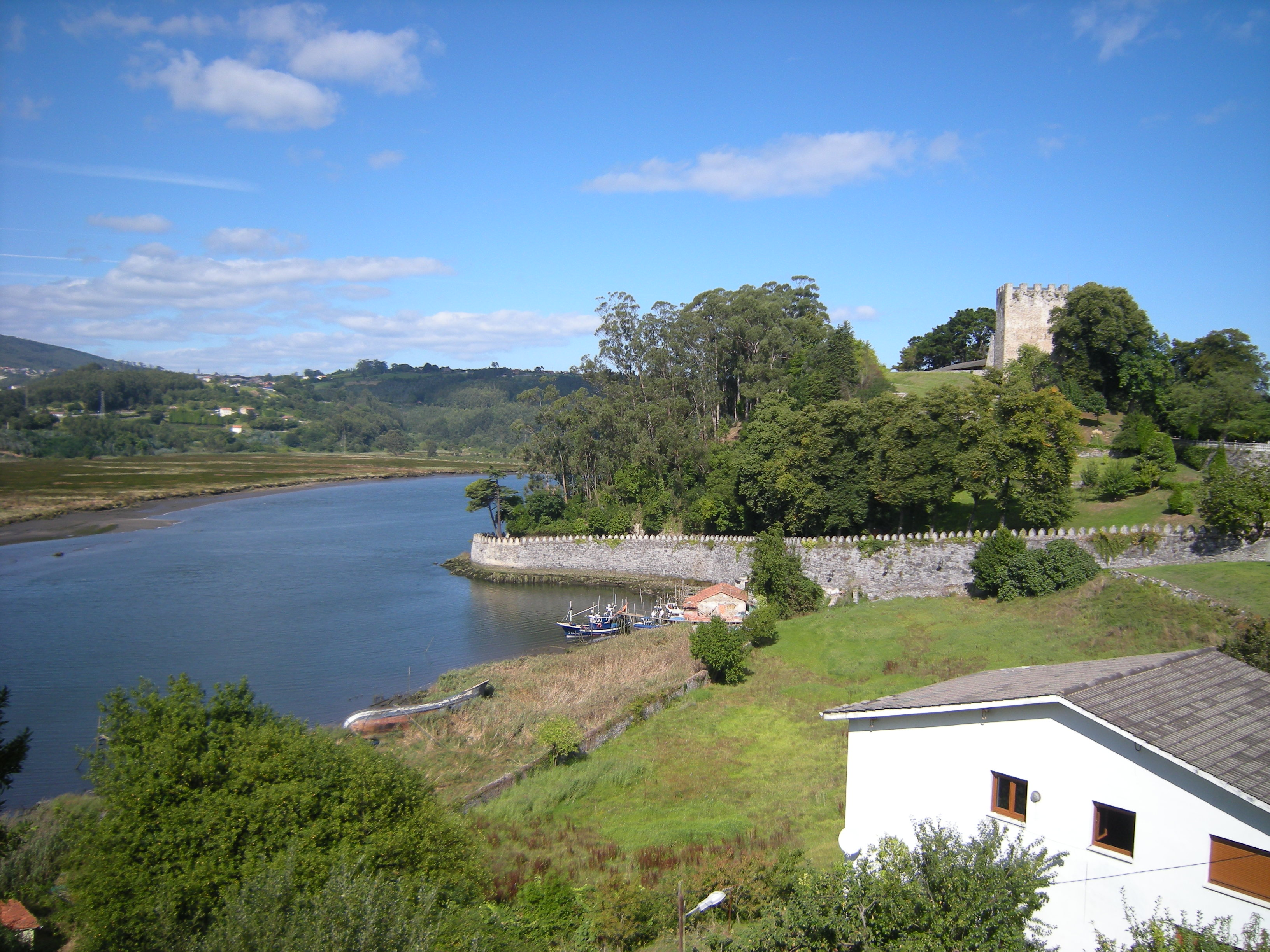
Castillo de San Martín en Soto del Barco

En agosto de 1394, Enrique III partió de Valladolid hacia Asturias para someter nuevamente a Alfonso. Para ello, organizó una flota que debería cercar Gijón por mar, mientras que él entraría desde León atravesando el puerto de Pajares. Por su parte, el conde centró su defensa en las plazas fuertes de Gijón y el Castillo de San Martín (en Soto del Barco). Trató también de tomar Oviedo, pero fracasó estrepitosamente ante la oposición de la burguesía y el obispado. Gijón era una auténtica fortaleza natural; amurallada desde tiempos romanos y situada sobre una península, la única entrada a la ciudad era a través de un pasillo de arena que se borraba en la pleamar, con lo que un ejército sitiador tenía muy pocos puntos por los que acceder a la ciudad. El rey puso sitio a Gijón durante varios meses, pero como el asedio se prolongaba y el invierno se les echaba encima, Alfonso Enríquez y Enrique III decidieron firmar una tregua de seis meses, durante la que someterían sus diferencias al juicio de Carlos VI de Francia, que, a petición del conde Alfonso, prorrogaría la tregua otros seis meses. Transcurrido el tiempo, Carlos VI no dio un dictamen definitivo, aunque recomendó al conde que depusiera su actitud y se sometiera al rey de Castilla.
Vistos los resultados, el rey organizó el cerco a la ciudad, ya en la segunda quincena de julio de 1395, y Alfonso se preparó para un nuevo sitio, aprovisionándose de alimentos y armas, tras lo que partió hacia Bayona en busca de ayuda inglesa, dejando el cerco en manos de su esposa Isabel. El sitio se prolongó durante más de un mes, tiempo en el que los castellanos ensayaron el uso de la artillería contra las murallas de Gijón, cuyos defensores aguantaron el duro asedio. Finalmente, y como no acababan de llegar los refuerzos, Isabel, la esposa del conde, rindió la ciudad tras asegurar su vida y la de su familia. El rey entregó a Isabel a su hijo Enrique de Noroña, que había mantenido como rehén, y «le mandó que se saliese del Reyno, y le fuesse a buscar a su marido que a la saçon se hallava en tierra de Sanctonge, como lo hizo...»
Por su parte, Enrique III, una vez firmado el acuerdo, ordenó la destrucción de la villa, poniendo fin a las revueltas trastamaristas en general y a las del conde Alfonso en particular.

## Matrimonio y descendencia
Obligado por su padre, contrajo matrimonio en noviembre de 1377 en Burgos con Isabel, hija natural del rey Fernando I de Portugal. Sin embargo, el matrimonio no se consumó hasta unos años después. El 2 de octubre de 1377, el rey Fernando entregó a su hija Isabel, para su matrimonio con Alfonso, la ciudad de Viseo, Celorico da Beira, Linhares y Algodres y el 12 de enero de 1378, el alférez mayor del monarca portugués, Arias Gómez de Silva, prestó homenaje a Enrique II para la guarda del castillo de Celorico, en nombre de la condesa Isabel, y se comprometió a entregarlo a Isabel una vez que se consumase el matrimonio con el conde Alfonso. No se conoce la fecha de defunción de la condesa Isabel de Portugal aunque consta en la documentación que aún vivía en 1403.
De este enlace nacieron los siguientes hijos que pasaron a Portugal con su madre:
- Pedro de Noroña (m. 2 de agosto de 1452[30]), arzobispo de Lisboa (1424-1452),[35][34][30] que tuvo varios hijos. Con Branca Dias fue padre de Pedro de Noronha (m. 1491),[36] que fue mayordomo de Juan II de Portugal y se casó en 1460 con Caterina de Távora,[37] y de Isabel de Noronha.[38] Con Isabel, mujer soltera, tuvo a Juan de Noronha, que contrajo matrimonio con una hija de Álvaro González de Ataíde, I conde de Atouguia.[38] Estos hijos fueron legitimados el 13 de agosto de 1444.[38] También fue padre de Inés de Noronha (m. abril de 1495), casada en 1467 con Juan López de Almeida (João Lopes de Almeida), conde de Abrantes.[39]

- Fernando de Noroña (m. 1445), II conde de Vila Real por su matrimonio con Beatriz de Meneses, condesa de Vila Real, hija y heredera de Pedro de Meneses.[40][41]

- Sancho de Noroña (m. 1471), I conde de Odemira,[35][34] comendador mayor de la Orden de Santiago, alcalde mayor de Estremoz y de Elvas, señor de Vimieiro, Mortágua, Aveiro y otras tierras,[42] y esposo de Mécia de Sousa, IV señora de Mortágua, hija de Gonzalo Anes de Sousa, III señor de Mortágua.[43]

- Enrique de Noroña, capitán de gente de guerra en Ceuta.[34] Estuvo varios años en la corte del rey Carlos III de Navarra y de su esposa, tía de Enrique, Leonor de Trastámara. El 1 de enero de 1407 recibió veinte libras, con cargo a la Real Hacienda de Navarra, «por yr ver su padre que era en Bayona». El 24 del mismo mes, recibió otras 200 libras, «después de haber estado largo tiempo en la casa del rey de Navarra», cuando, después de la muerte del rey Enrique III, quiso volver a vivir en Castilla.[44]

- Juan de Noroña, murió sin descendencia.[34]  Pasó varios años en Navarra en casa de su tía, la reina Leonor de Trastámara, y su esposo el rey Carlos III. El 30 de julio de 1412, confirmó haber recibido un dinero de la Real Hacienda de Navarra «por el gasto de cuatro hombres de armas y cinco ballesteros de caballo que le acompañaban en su viaje de Tolosa a Francia para participar en la guerra que se libraba en Languedoc en ayuda y favor del rey Carlos VI de Francia y para permanecer allí en compañía del señor Mariscal de Navarra».[45]

- Constanza de Noroña, fue la segunda esposa de Alfonso I de Braganza, VII conde de Barcelos y primer duque de Braganza, de quien no tuvo descendencia.[34]

Con Inés Soto de los Infantes, hija de Álvar Díaz de Lodón y de Inés, probablemente del linaje de los Valdés, y hermana de Diego Fernández de Miranda, cabeza de su linaje durante los reinados de los reyes Pedro I de Castilla y de Enrique II, tuvo a: 
- Juana Enríquez (m. c. 1471), también conocida como Juana de Lodeña o Lidueña o Juana de Soto,[47] fue abadesa del convento de Santa Clara la Real de Toledo.[f]

Asimismo con otras mujeres de nombres desconocidos fue padre de:
- Juan Enríquez de Noroña. Contrajo matrimonio con Beatriz, señora de Mirabel, padres de Mécia de Noronha, primera esposa de João Gonçalves da Câmara, II capitán donatario de Funchal, hijo y heredero de João Gonçalves Zarco y Constança Rodrigues, con descendencia,[51] y García Enríquez.

- Beatriz de Noroña,[52][53] nacida antes de 1383, dama de la reina Leonor de Aragón, casada con Rui Vaz Pereira, hijo de Gonzalo Pereira de Riba de Vizela das Armas y de Mécia, hija de D. Martinho, arzobispo de Braga.[53] El 18 de julio de 1383, cuando el conde Alfonso presta pleito-homenaje a su hermano Juan I de Castilla, le «promete servirle, dar como rehén a su hija doña Beatriz, y entregar el alcázar y la villa de Gijón el lunes siguiente [20 de julio]».[54] Fueron los padres, entre otros, de Isabel Henriques de Noronha, segunda esposa de Diego Hurtado de Mendoza, I duque del Infantado, con quien casó en 1467,[55] y María de Noronha que se casó con Pietro Lalle Camponeschi, último conde de Montorio al Vomano, abuelos maternos del papa Paulo IV.[56][57]

- Diego Enríquez de Noroña, caballero de la Orden de Santiago y comendador de Los Santos,[58] casado con Beatriz de Guzmán, hija bastarda de Enrique de Guzmán y Castilla, II conde de Niebla y V señor de Sanlúcar.[59] Del enlace entre Diego y Beatriz nacieron varios hijos, entre ellos Leonor de Noroña, esposa de Diego de Cáceres y Solís, con quien tuvo descendencia que incluye al I conde de Coria,[60] y al homónimo Diego II Enríquez de Noroña, ancestro de Beatriz de Noroña y Andrada de Abreu y Eça, la esposa de Álvaro Martins Homem da Câmara.[58]

- Martín Enríquez, quien según fuentes francesas, se encontraba en 1444 al servicio del rey.[61]

- León Alfonso. En febrero de 1385, Carlos III de Navarra ordenó el pago de unos sesenta sueldos a Jacobon, judío de Pamplona, por los gastos incurridos «en su oficio para la compañía de su hijo Leonel en las fiestas de Navidad, entre ellos, los referidos a la entrega de un jupon a Leonet Alfonso, hijo del conde don Alfonso».[62] En mayo de 1393, «León, hijo bastardo del conde don Alfonso», y otros nobles fueron entregados al representante del rey Juan I de Portugal como rehenes por parte de Castilla en cumplimiento de la tregua de quince años que había sido acordada entre ambos reinos.[63]

## Últimos años
Poco se conoce de los últimos años del conde Alfonso, salvo que fue preso por orden del rey en San Juan de Luz, aunque liberado poco después, y que se rumoreó estaba implicado en una conspiración del rey de Portugal contra Enrique III en 1397, aunque nunca se supo con certeza. 
Estuvo varios años en Bayona. En marzo de 1396, Juan Hurtado de Mendoza, mayordomo mayor del rey Enrique III de Castilla, escribió al consejo de Burgos sobre la información que le habían proporcionado los hombres que tenía en Bayona, así como el obispo de dicha ciudad sobre el conde de Noreña. Una de las noticias era sobre Isabel de Portugal, que había salido de Castilla hacia Bayona y «el enfado del conde por ello, y su intención de enviarla como emisaria ante el rey de Castilla.» En 8 de enero de 1397, el rey Carlos III de Navarra ordenó el pago por dos paños que la reina Leonor de Trastámara había enviado como regalo a la mujer del conde Alfonso en Bayona. En la documentación del reinado de Enrique III, y pocos años después de su defunción, se confirma la presencia del conde Alfonso en Bayona durante varios años. El 1 de enero de 1407, Enrique, hijo de Alfonso, recibió veinte libras para ir a ver a su padre que se encontraba en Bayona. 
El último documento donde se menciona al conde Alfonso en dicha colección de documentos está datado el 15 de marzo de 1407 —aunque no necesariamente implique que falleció poco después— es una carta del rey Martín I de Aragón dirigida a Alfonso en la que le ordenaba «su alejamiento de la frontera con Castilla y su regreso dentro de los territorios aragoneses, prohibiéndole pasar más adelante a la ciudad de Zaragoza y acercarse a Castilla menos de veinte leguas. Dicha orden es consecuencia de las misivas enviadas por los reyes de Castilla y el infante Fernando (hermano de Enrique III) una vez enterados de que dicho conde se encontraba "acostado" a una legua de la frontera entre Aragón y Castilla, a pesar de que Enrique III había concedido licencia para que pudiera vivir en Aragón, según le había rogado Martín I a instancias de Alfonso.»
No se conoce ni la fecha ni el lugar de su defunción. Pudo haber sido en Portugal, en Marans o en Bayona.

## Las armas de sus descendientes en España
Los descendientes en España de los condes de Gijón y Noreña se apellidaron Enríquez y traían un cuartelado de las armas de don Alfonso sin la bordura, sólo el mantelado, con las de Portugal, completas con su bordura de Castilla.